# 汤

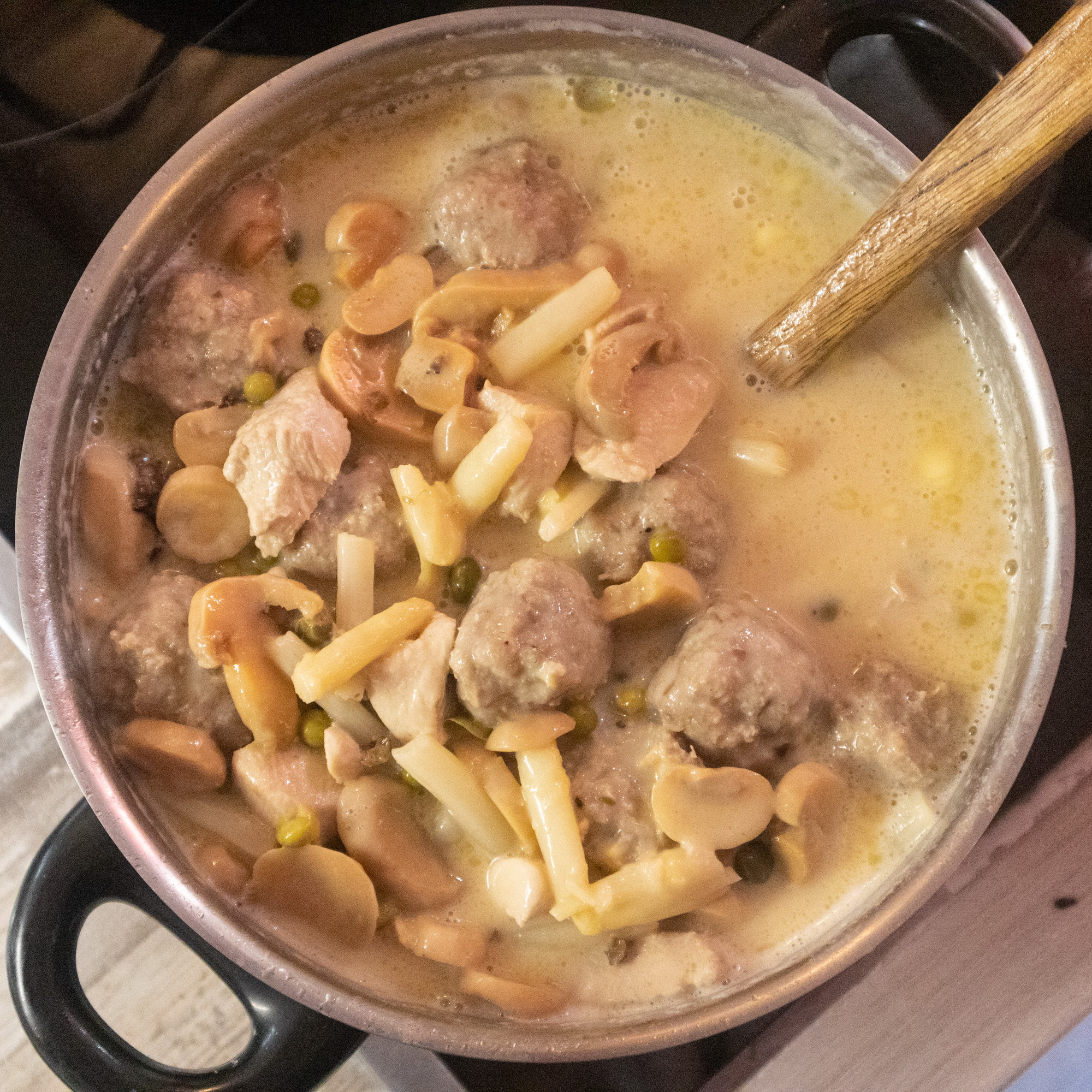
湯

汤是主要成分为流质或半流质菜肴食品的总称，冷热皆可。湯的原本意思為熱的湯汁。和其他菜肴的区分并不十分明确。一般习惯上把液体成分占主导地位的称做汤，不占主体成分的称作炖菜，或按制作、食用形式称作砂锅、汤面等。
汤一般分为浓汤和清汤。法式浓汤根据增稠剂分类，如奶油浓汤或海鲜浓汤等。

## 作用
大量水分和长时间的烹调使汤混合了很多滋味和香味成分。由调味不同，汤可以有开胃、正菜、补充水分、解腻等功效。本身味道很淡的食品如豆腐、米粉、魚翅多配鲜汤一起食用。
一些不适合直接食用的下脚料通过汤，特别是熬制清汤，被充分利用。例如北京烤鸭最末经常配有用鸭骨架制的汤。
中国菜上汤可能在进餐的过程任何时间，西餐则在一开头，开胃菜之后上汤。日本和朝鮮半島則是邊吃飯邊喝湯。

## 分类
多数汤调味为咸味，少数汤为甜味（甜湯，如水果湯），个别不调味（例如米汤）。常见为趁热食用，西班牙凍湯、一些羅宋汤等为冷却后食用。
从用料上分有肉汤（包括兽肉和禽肉）、海鲜汤、素汤。
从口感上有清汤、含固体悬浮物质很多的浓汤，乳白色的奶汤等。欧洲菜肴中的奶汤多使用牛乳或鲜奶油，中国菜称为奶汤的不使用乳制品，而是从其他动物性材料中提取出悬浮脂肪颗粒造成乳浊状。

## 汤的浓稠调节
汤的粘度通常高于水，口感稠厚。可以使汤更加粘稠的常见成分有：
- 固体悬浮物，例如鸡蛋花、打成浆状的蔬菜。
- 悬浮脂肪颗粒，例如奶汤。
- 淀粉，例如马铃薯、荞麦、大米。
- 蛋白质特别是胶原蛋白，例如高汤经常使用一定量的骨头、皮、蹄等炖煮而成。

## 世界各地的湯

### 亞洲
- 東亞
  - 中國大陸：雞湯、人參燉雞湯、蛋花湯、番茄蛋湯
    - 中國北方：羊湯、麵疙瘩
    - 河南、陕西：胡辣湯
    - 南京：鴨血粉絲湯
    - 南昌：瓦罐湯
    - 四川：酸辣湯
    - 貴州：酸湯魚
    - 廣東：紫菜湯、老火湯（如清補涼、青紅萝卜瘦肉湯）、胡椒豬肚湯
    - 福建：佛跳墙、豆腐蠣、太平燕、紫菜湯、海帶湯

  - 香港：碗仔翅
  - 台湾：貢丸湯、四神湯、豬血湯、當歸湯、麻油雞、下水湯、菜尾湯
  - 日本：味噌湯、猪肉汤、吸物、卷纤汤
  - 朝鮮半島：泡菜湯、大醬湯、牛骨湯、参鸡汤、餃子湯、海帶湯
- 東南亞
  - 泰國：冬蔭功湯、東炎湯
  - 馬來西亞： 肉骨茶、ABC湯
- 南亞
  - 印度：咖喱肉湯

### 歐洲
- 忌廉蘑菇湯
- 意大利雜菜湯
- 法國：馬賽魚湯
- 西班牙：西班牙冷湯
- 烏克蘭、俄羅斯：羅宋湯

### 美洲
- 美國：周打蜆湯、金寶湯（罐頭湯品牌）

### 非洲
- 赤道几内亚：赤几辣鱼汤

- 餛飩麵湯
- 佛跳牆
- 臺灣四神湯
- 日本猪肉汤
- 朝鲜半岛的人参鸡汤
- 冬蔭功湯
- 咖喱肉湯
- 馬賽魚湯
- 西班牙冷湯

## 外部阅读
- 科学松鼠会：汤里有多少“营养”？可能跟你想得不一样